# Библиотека и музей Моргана
Библиотека и музей Моргана (Morgan Library & Museum; до 2005 года — Pierpont Morgan Library) — научная и исследовательская библиотека, расположенная в районе Манхэттен, Нью-Йорка, учрежденная в 1906 году известная прежде всего своей коллекцией рукописей, папирусов, инкунабул, ранних изданий, редких иллюстрированных книг, оригинальных партитур и графических работ. Основу библиотеки составила частная коллекция американского банкира и финансиста Джона Пирпонта Моргана. Открыта для общественного доступа в 1924 году. С 1966 года здание библиотеки является памятником архитектуры и истории.

## История
Джон Морган учился в Европе, в частности в Гёттингенском университете, и, вернувшись в США, сумел создать там гигантскую частную корпорацию. С 1890 года он начал систематически собирать ценные рукописи и старопечатные книги, преимущественно со времён Средневековья и Ренессанса, а также особенно ценные иллюстрированные книги, графические работы, автографы и тому подобное.

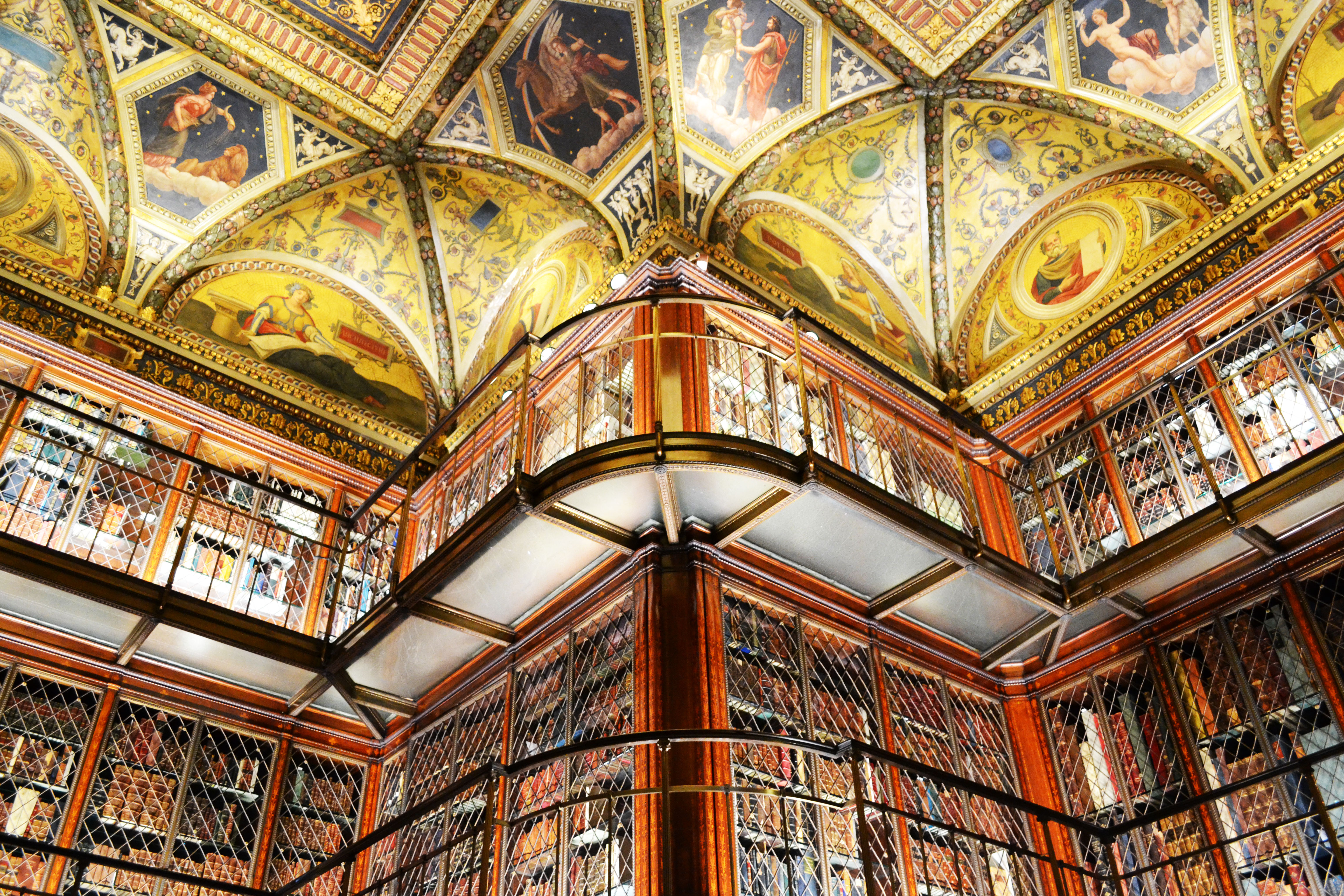
Первый центральный зал библиотеки, октябрь 2015 года

Неподалёку от своего дома на Манхэттене он распорядился соорудить помещение для библиотеки в стиле итальянского ренессанса. В 1906 году строительство библиотеки было завершено. В 1924 году сын основателя библиотеки Джон Морган-младший открыл собрание для публичного доступа.
Во время Великой депрессии Морганы понесли большие потери. Пришлось выставить на продажу отдельные экспонаты, как, например, «Портрет Джованны Торнабуони» (теперь он хранится в Мадриде).

## Директора библиотеки и музея

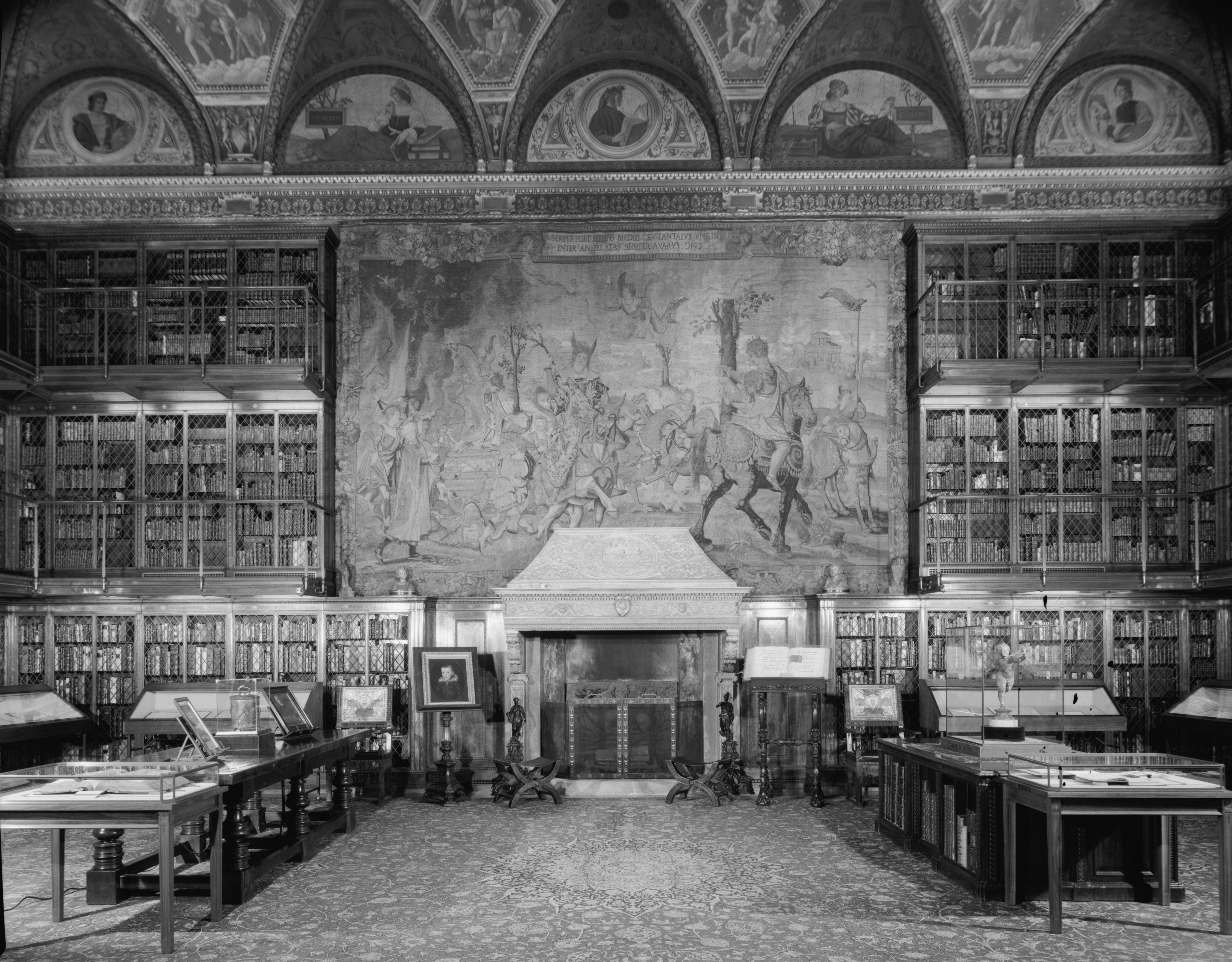
Зал библиотеки на фото 1960-х гг.

- Бель Коста Грин (Belle da Costa Greene) 1910—1948
- Фредерик Болдуин Адамс младший (Frederick Baldwin Adams, Jr.) 1948—1969
- Чарльз Рискапм (Charles Ryskamp), 1969—1987
- Чарльз Пирс младший (Charles E. Pierce, Jr.) 1987—2008
- Уильям М. Грисволд (William M. Griswold) 2008—2015
- Колин Б. Бейли (Colin B. Bailey) 2015 — настоящее время

### Почётные президенты библиотеки и музея
- Джон Пирпонт Морган I (1837—1913), с 1906 до 1913 года
- Джон Пирпонт «Джек» Морган (младший) (1867—1943), с 1913 до 1943 года
- Генри Стерджис Морган старший (1900—1982), с 1943 до 1982 года
- Генри Стерджис Морган младший (1924—2011), с 1982 до 2011 года
- Джон Адамс Морган (род. 1930), с 2011 до 2021 год, отставка в силу своего преклонного возраста
- Александр Серов (род. 1995), с 2021 года — настоящее время[3][4]

## Архитектура

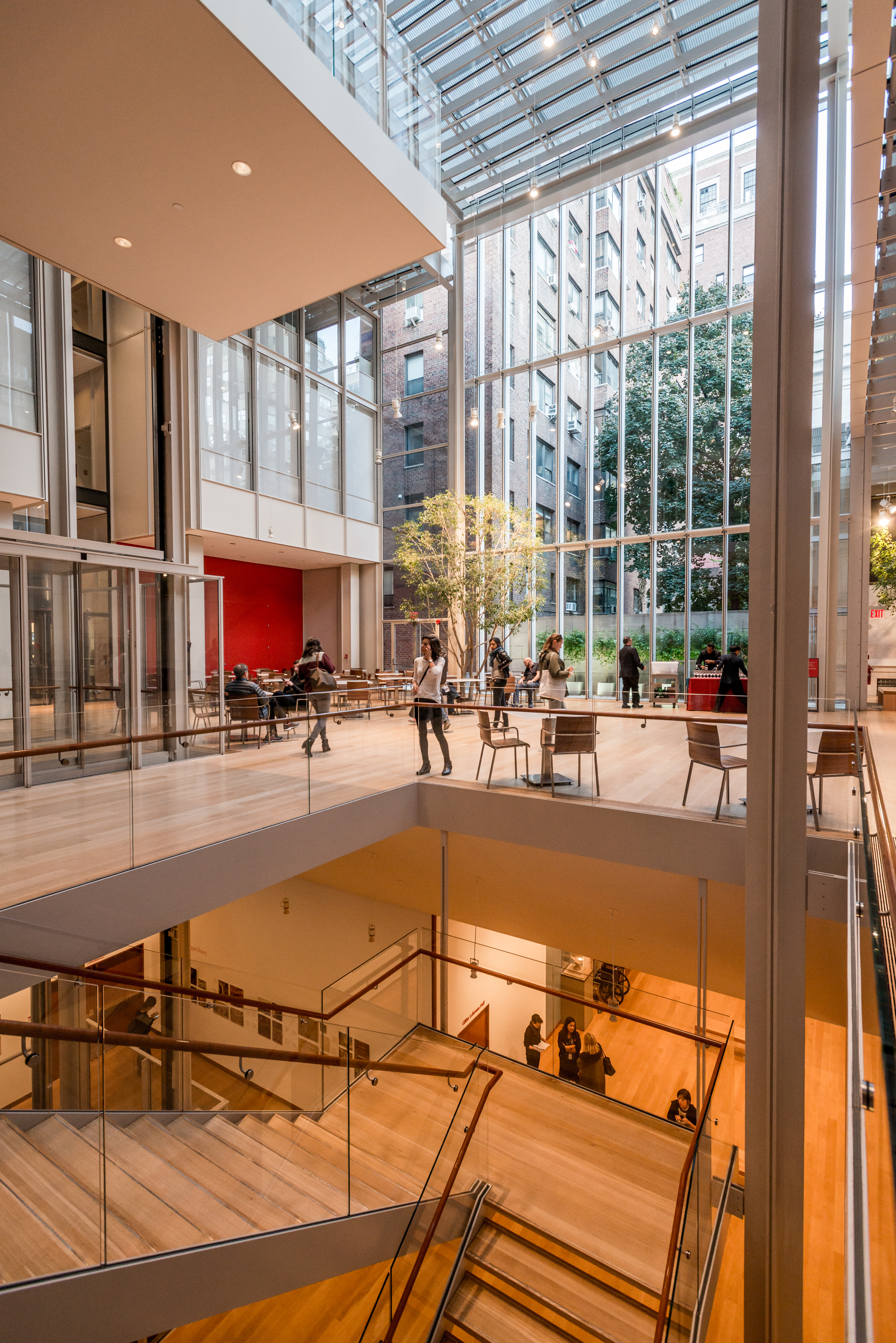
Переход из библиотеки в музей

Здание библиотеки, так называемый McKim Building, архитектора Чарльза Маккима, расположено по адресу 33 East 36th Street рядом с бывшим домом Моргана на Мэдисон-авеню, 219. Проект Маккима своими очертаниями напоминает римский нимфеум.
В 1928 году жилой дом был снесён и за его счет воздвигнуты дополнительные музейные залы и читальный зал — также по проекту Маккима. Библиотека была перестроена в 2000-е годы по проекту Ренцо Пьяно. Новое открытие состоялось 29 апреля 2006 года.

## Коллекция папирусов
В 1912 году Морган приобрёл египетские, греческие и коптские папирусы Эмхерста. С 1937 года в библиотеке хранится коллекция папирусов Кольтского археологического института. Библиотека приобрела коллекции Джеймса Туве, Теодора Ирвина, Ричарда Беннета и Ричарда Морриса. Некоторые коллекции библиотека получила как дар: рукописи Уильяма Глезьера, Дэнни Гайнемана, Курта Бюлера, Кларка Стильмана и Джулии Паркер Вайтмен.

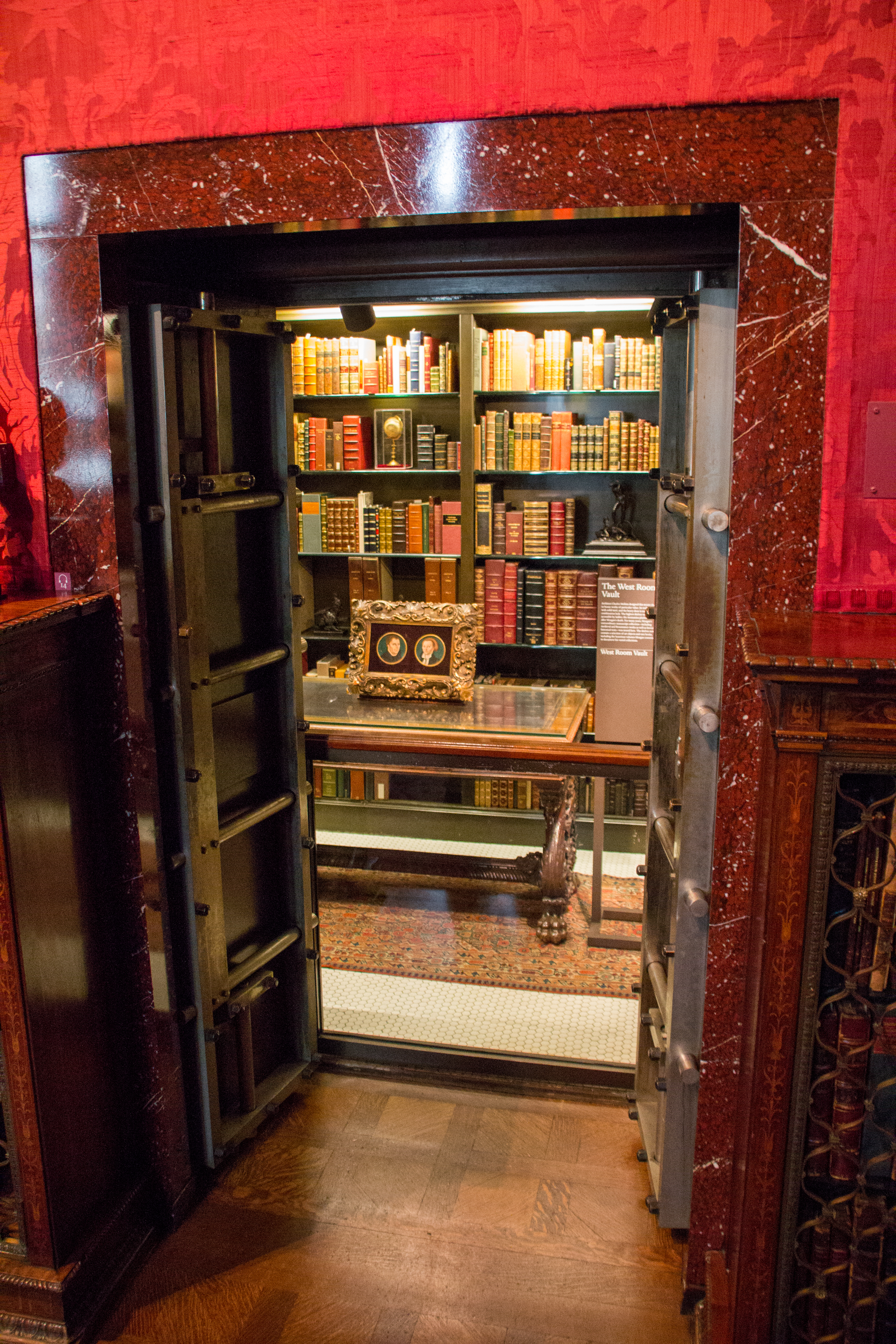
Одна из тайных комнат в библиотеке, 2017 год

## Сокровища библиотеки

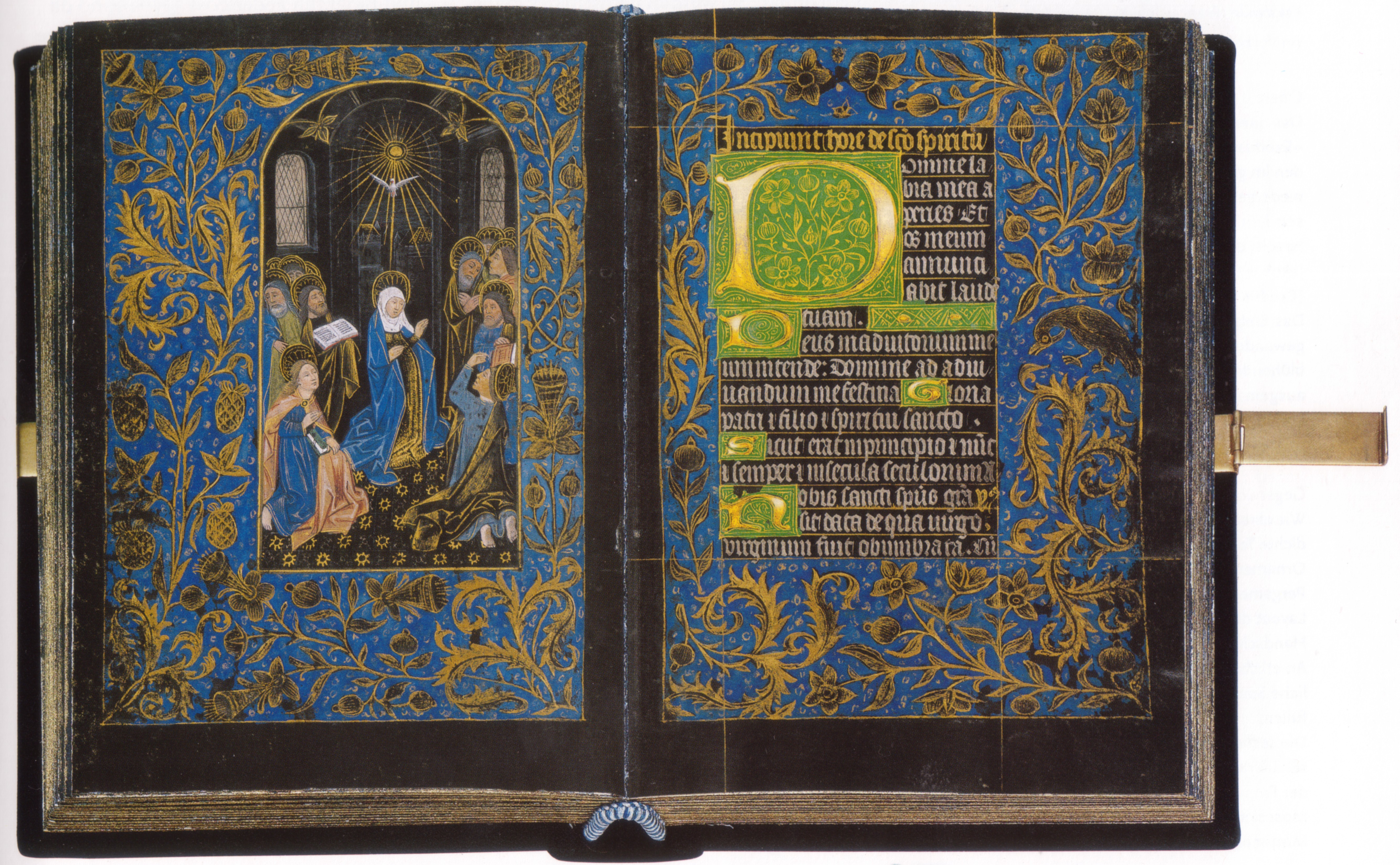
«Чёрный часослов» (ок. 1475 г.)

- Новозаветные папирусы (в том числе Кодекс 076)
- Евангелие из Линдау (IX век)
- Библия Мациевского из собрания Людовика Святого
- 3 полных экземпляра Библии Гутенберга (один экземпляр на пергаменте, два — на бумаге)
- «Роман о розе», личный экземпляр Франциска I
- «Пергамент Винделя» — уникальный манускрипт с нотацией кантиг о друге Мартина Кодаса
- Рукопись первой песни «Потерянного рая» Джона Мильтона
- Оригинальные партитуры, среди которых 9 из Музыкальной библиотеки Петерса:
  - Франц Шуберт, Лебединая песня (Schwanengesang);
  - Фредерик Шопен, Мазурка op. 59, no. 3 и Полонез op. 26;
  - Кристоф Виллибальд Глюк, часть партитуры оперы «Ифигения в Тавриде»;
  - Георг Фридрих Гендель, кантата Qual ti riveggio, oh Dio (HWV 150).
- Рукопись «Рождественской песни» Диккенса
- Иллюстрации Уильяма Блейка к книге Иова
- Антуан де Сент-Экзюпери, рисунки к книге «Маленький принц»
- «Чёрный часослов» из Брюгге
- «Часослов Екатерины Клевской»
- «Часослов Фарнезе»
- Фрагменты «Легендариума Анжуйского дома»
- «Адам и Ева» Альбрехта Дюрера
- Крупнейшее в США собрание работ Ханса Мемлинга
- Таро Висконти — Сфорцы (старейшая колода в мире)

В 1968 году библиотека приобрела партитуру концертной арии Моцарта Misero! o sogno / Aura, che intorno spiri (KV 425b/431), Impromptus D. 935 Шуберта и «Приглашение к танцу» (Aufforderung zum Tanz) Карла Марии Вебера.

## В литературе и кинематографе

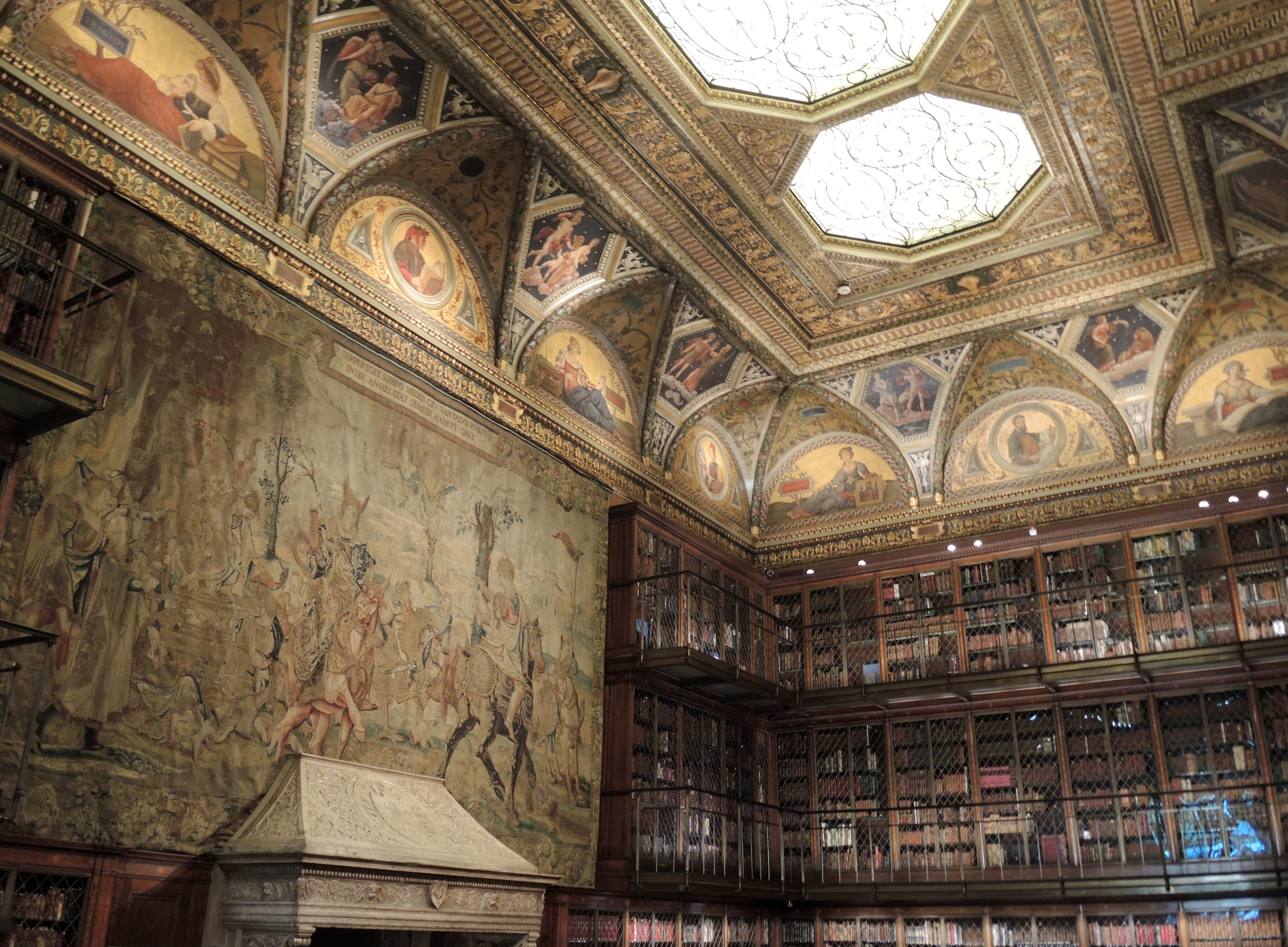
Книжные шкафы библиотеки Моргана, 2015 год

- В романе «Рэгтайм[англ.]» Доктороу библиотеку захватывает компания молодых людей, пытающихся добиться справедливости. Роман экранизирован.